# Kabarasso
Kabarasso is een gemeente (commune) in de regio Sikasso in Mali. De gemeente telt 8500 inwoners (2009).
De gemeente bestaat uit de volgende plaatsen:
- Fassoumana
- Kabarasso
- Koutiénébougoun
- M'Begresso
- M'Pèrèbala
- Mèguèla
- N'Goloklola
- N'Tiobougou
- Nianzambougou
- Ouassala
- Soronto-Bougoula